# Microregione di Sinop
Sinop è una microregione dello Stato del Mato Grosso appartenente alla mesoregione di Norte Mato-Grossense.

## Comuni
Comprende 9 comuni:
- Cláudia
- Feliz Natal
- Itaúba
- Marcelândia
- Nova Santa Helena
- Santa Carmem
- Sinop
- União do Sul
- Vera